# Maître de la Véronique
Le Maître de la Véronique est un peintre anonyme actif à Cologne au tout début du XVe siècle, vraisemblablement entre 1395 et 1415, voire 1420. Il est, avec Stefan Lochner qu'il précède d'une quarantaine d'années, l'artiste le plus marquant de ce qu'on a appelé l'École de Cologne, mais aussi l'un des maîtres les plus représentatifs du « style doux », variante allemande du gothique international. Son nom conventionnel provient d'une des œuvres qui lui sont attribuées, la Sainte Véronique au Suaire peinte vers 1420, vraisemblablement pour l'église Saint-Séverin de Cologne, et actuellement conservée à l'Alte Pinakothek de Munich.

## Problèmes d'identification
Aucun document ne permet actuellement de renseigner de source sûre son identité, sa formation ou sa vie. Seules les œuvres qui lui sont attribuées par rapprochements stylistiques permettent de donner une idée de son art.
Les tentatives répétées pour le faire sortir de son anonymat n'ont jusqu'à présent abouti qu'à des hypothèses, largement mises en doute. On a d'abord proposé de l'identifier à un certain « maître Wilhelm », réputé par la chronique pour être « le meilleur en pays allemand », et documenté à Cologne entre 1358 et 1378, puis de le confondre avec Herman Wynrich von Wesel, ou « Hermann de Cologne », actif entre 1389 et 1419. Aujourd'hui, la critique préfère généralement adopter pour le désigner le nom conventionnel de « maître de la Véronique (de Munich) », mais le débat reste ouvert.

## Formation et influences

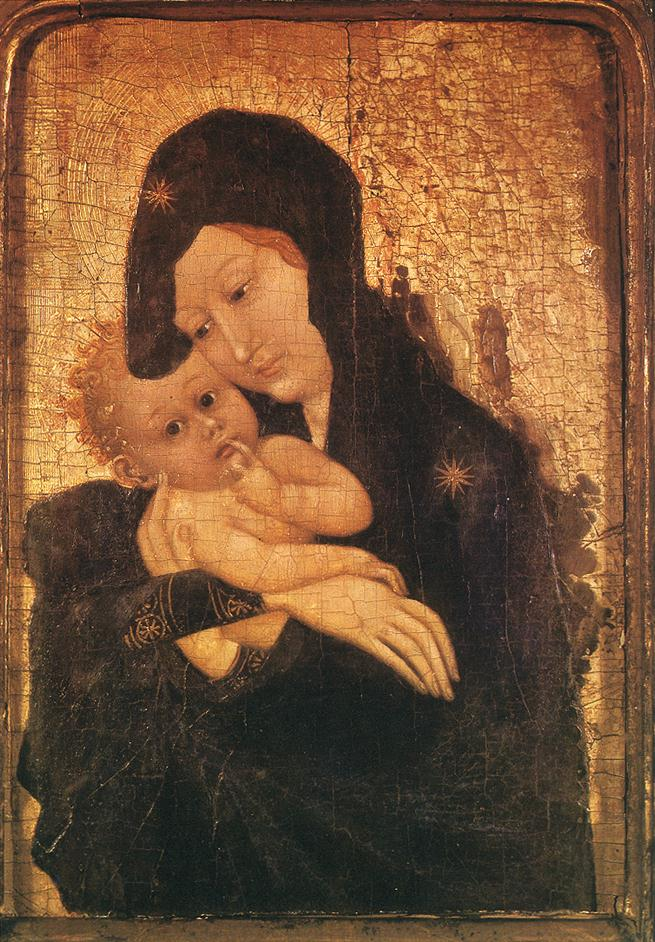
Jean Malouel, Vierge Beistegui, vers 1410, 21 × 15 cm, Musée du Louvre

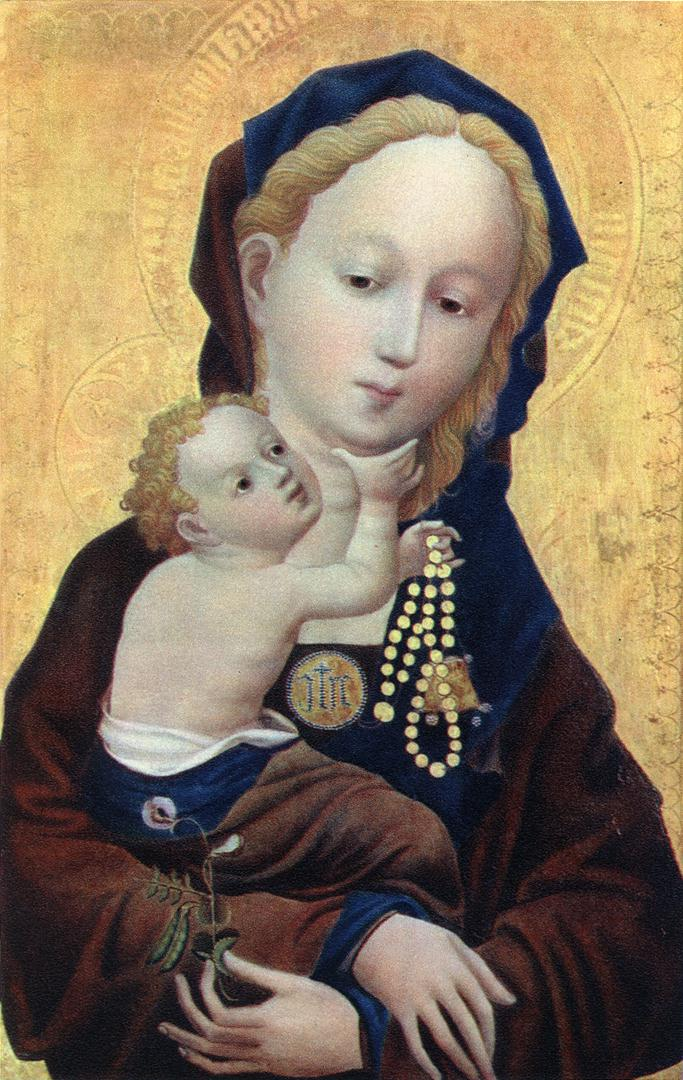
Détail de la Vierge à la fleur de vesce, entre 1400 et 1415, 58,9 × 39,5 cm, Wallraf-Richartz Museum

À l'instar des autres grands maîtres allemands de sa génération, Conrad von Soest en Westphalie et maître Francke à Hambourg, sa manière est influencée par les manuscrits enluminés des cours françaises - du roi Charles VI à Paris, du duc de Bourgogne à Dijon, ou de Jean de Berry à Bourges —, alors centres artistiques de premier ordre en Europe occidentale : on a donc supposé de sa part une connaissance directe de l'art franco-flamand de Jean Malouel ou de Jacquemart de Hesdin. Ses deux madones en demi-figure, à la fleur de vesce (ou de pois de senteur), sur fond doré, témoignent en outre d'une assimilation du modèle d'origine byzantine de la « Vierge de tendresse » (ou « Glykophilousa »), que l'on retrouve à la même époque chez Jean Malouel (Vierge Beistegui, vers 1410, Musée du Louvre) après avoir transité par l'art italien du trecento.

## Un fondateur du «style doux»
Mais son art reste également fortement attaché à celui de ses prédécesseurs colonais, et en premier lieu au Maître du Retable des Clarisses (dont les volets ont été peints vers 1400, et qui est actuellement conservé à la Cathédrale de Cologne), dans l'entourage duquel il a pu être formé. Le Maître de la Véronique est par conséquent remarquable pour avoir su opérer la synthèse entre la tradition locale et le style international alors répandu dans l'ensemble de l'Europe occidentale, et ainsi jeter les fondements du « style doux » allemand, marqué par des silhouettes allongées à la fois sobres et délicates, des modelés à peine marqués, des couleurs claires. La dizaine de peintures qu'on lui reconnaît est surtout composée de panneaux de petites dimensions, œuvres de piété à destination vraisemblablement privée. Outre ses deux versions de la Madone à la fleur de vesce, on lui doit deux versions de Sainte Véronique au Suaire, un Christ de douleurs et une Sainte Conversation dans lesquels prédominent une atmosphère intime propre au recueillement, en même temps qu'une représentation à la fois féerique et d'une simplicité presque enfantine du monde sacré.
L'influence profonde qu'il exerça sur ses contemporains, surtout dans le premier quart du XVe siècle, explique pourquoi une cinquantaine de peintures a pu être considérée comme provenant de son atelier ou de suiveurs, et que des chefs-d'œuvre tels que le Calvaire de la famille Wasservass (vers 1430, Wallraf-Richartz Museum), ou la Sainte Parenté (vers 1410-1440, Wallraf-Richartz-Museum) lui aient été dans un premier temps attribués, avant d'être rendus aux maîtres — anonymes — qui les ont exécutés. Des caractéristiques de son « style doux », notamment pour les représentations de la Vierge au front haut et bombé, aux paupières lourdes, à la bouche en bouton de rose et aux cheveux passés derrière les oreilles, ont perduré jusqu'au milieu du siècle dans les tableaux de Stefan Lochner.
|                                                                                                  |  |  |
| L'influence du Maître de la Véronique sur l'art de Cologne dans la première moitié du XVe siècle |  |  |

## Œuvres attribuées
L'établissement de l'œuvre du Maître de la Véronique pose des problèmes dus naturellement à son anonymat, mais également au fait qu'aucune de ses peintures n'est datée, et que leurs donateurs sont eux aussi inconnus. On peut néanmoins proposer la liste suivante, objet d'un relatif consensus :
- deux versions de La Madone à la fleur de vesce (ou au pois de senteur) : 
  - l'une dont seul le panneau central est conservé, La Madone à la fleur de vesce (vers 1400-1410, 54,9 × 36,0 cm, Germanisches Nationalmuseum, Nuremberg)
  - et l'autre sur le panneau central (59 × 39,5 cm) d'un triptyque dont les volets représentent sur leur face intérieure Sainte Catherine et Sainte Barbe (59 × 19,9 cm chacun), et composent fermés un Couronnement d'épines (vers 1400-1415, Wallraf-Richartz Museum, Cologne)
- un Petit Calvaire (vers 1400, 50,7 × 37,5 cm, Wallraf-Richartz Museum)
- un triptyque dont le panneau central représente une Conversation sacrée, et les volets des scènes de la vie du Christ, sur leurs faces extérieures et intérieures (vers 1400, collection Heinz Kisters, Kreuzlingen)
- L'Homme de douleurs avec la Vierge et sainte Catherine d'Alexandrie[11] (vers 1400-20, 41 × 24 cm, Musée royal des Beaux-Arts, Anvers)
- une Crucifixion (avec chartreux)[12] (vers 1400-1410, 40,7 × 25,2 cm, National Gallery of Art, Washington D.C.)
- deux feuillets isolés, issus peut-être d'un manuscrit enluminé[13] (vers 1400-1410, The J. Paul Getty Museum, Malibu) :
  - l'un représentant une Crucifixion (23,6 × 12 cm)
  - l'autre un Saint Antoine abbé bénissant les animaux, les pauvres et les malades (23,6 × 12 cm)
- deux panneaux représentant Sainte Véronique au Suaire, vers 1420 :
  - l'un[14] (78,1 × 48,2 cm), à la Alte Pinakothek de Munich
  - l'autre[15] (44,2 × 33,7 cm) à la National Gallery de Londres
- une Crucifixion avec Marie, Jean et sept apôtres (176 × 245 cm, vers 1415, Wallraf-Richartz Museum), panneau central d'un triptyque dont la localisation des volets est actuellement inconnue.

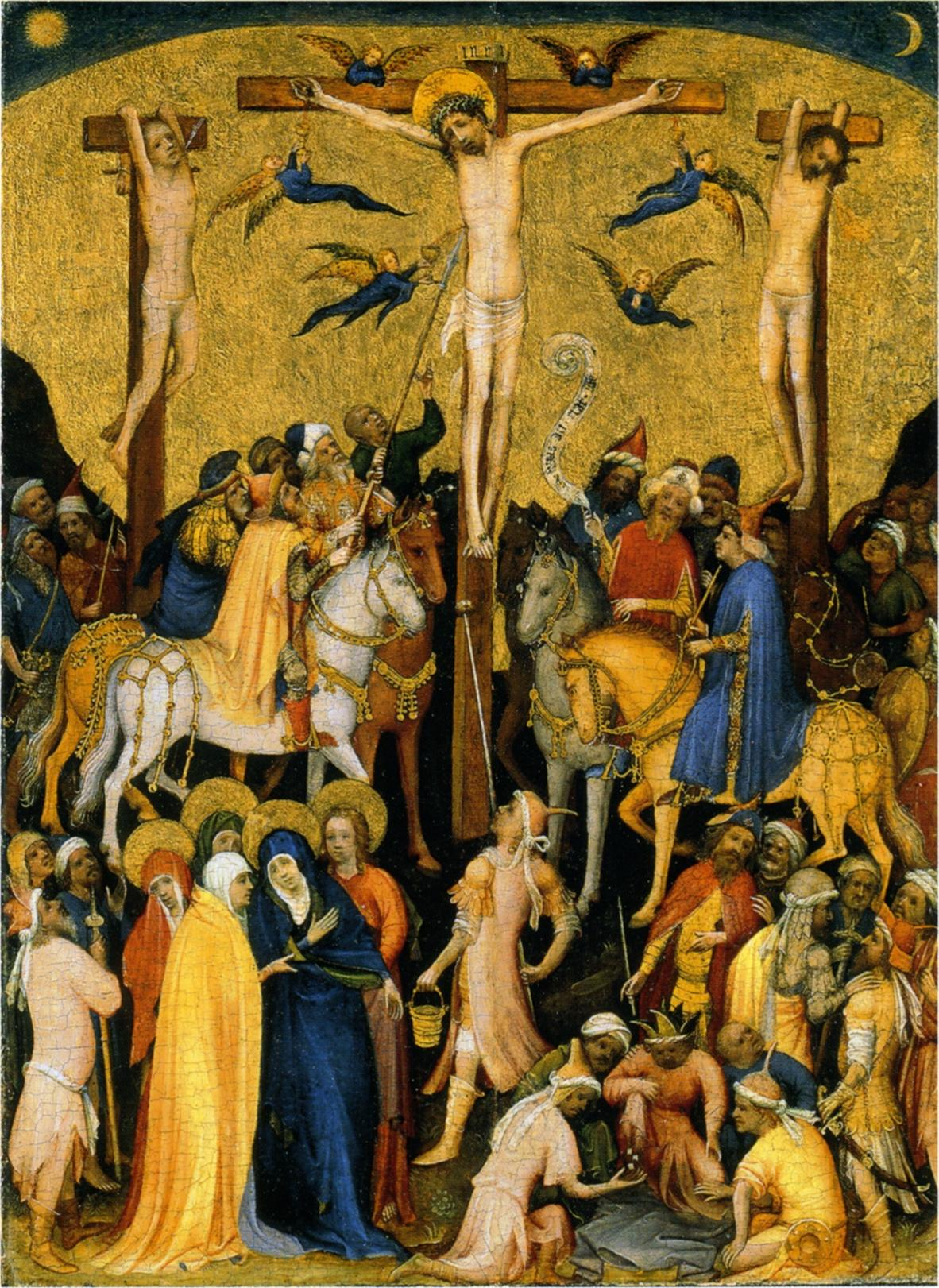
Le Petit Calvaire, vers 1400, Wallraf-Richartz Museum, Cologne
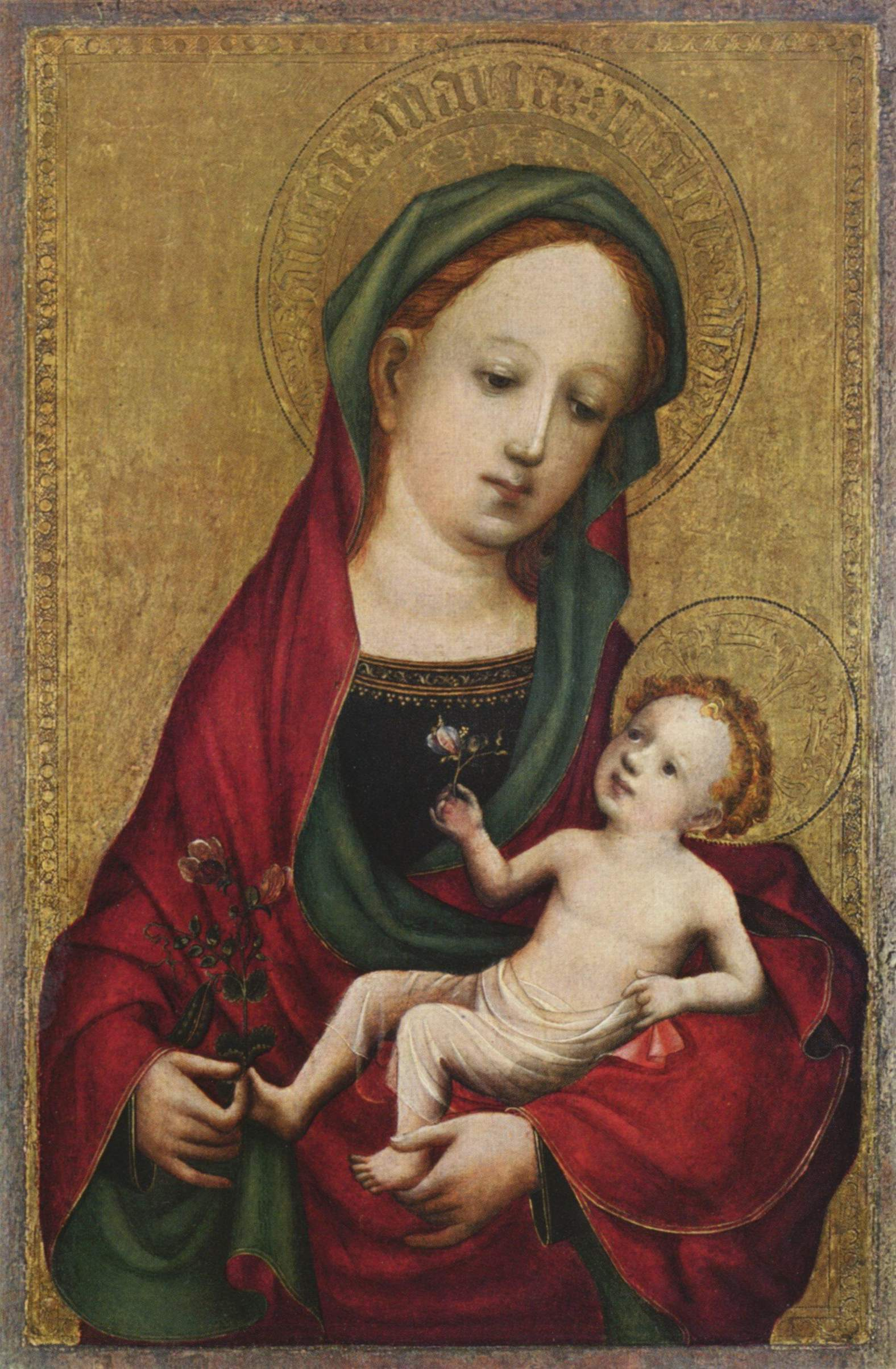
La Madone à la fleur de vesce, vers 1400-1410, Germanisches Nationalmuseum, Nuremberg
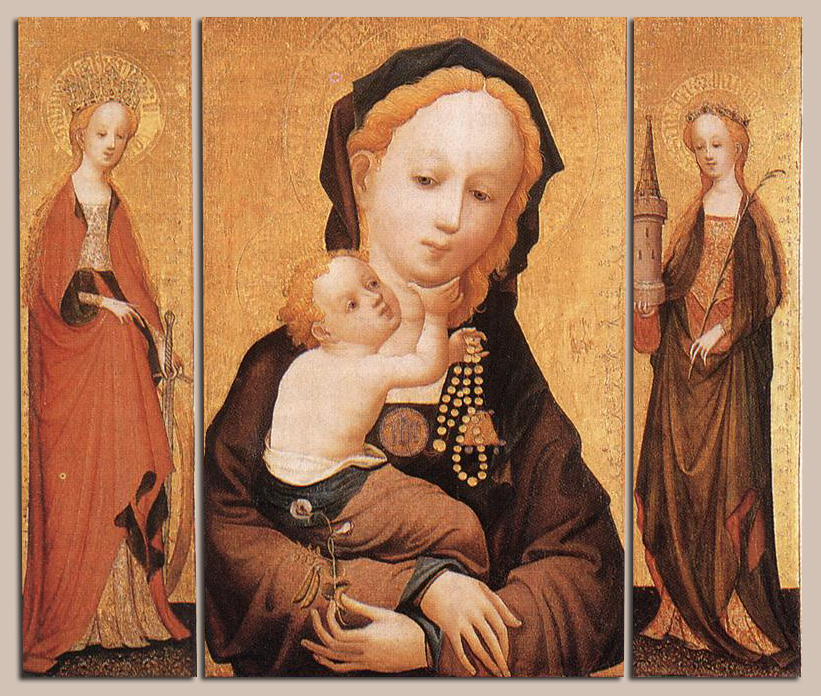
Triptyque de la Madone à la fleur de vesce, vers 1400-1415, Wallraf-Richartz Museum
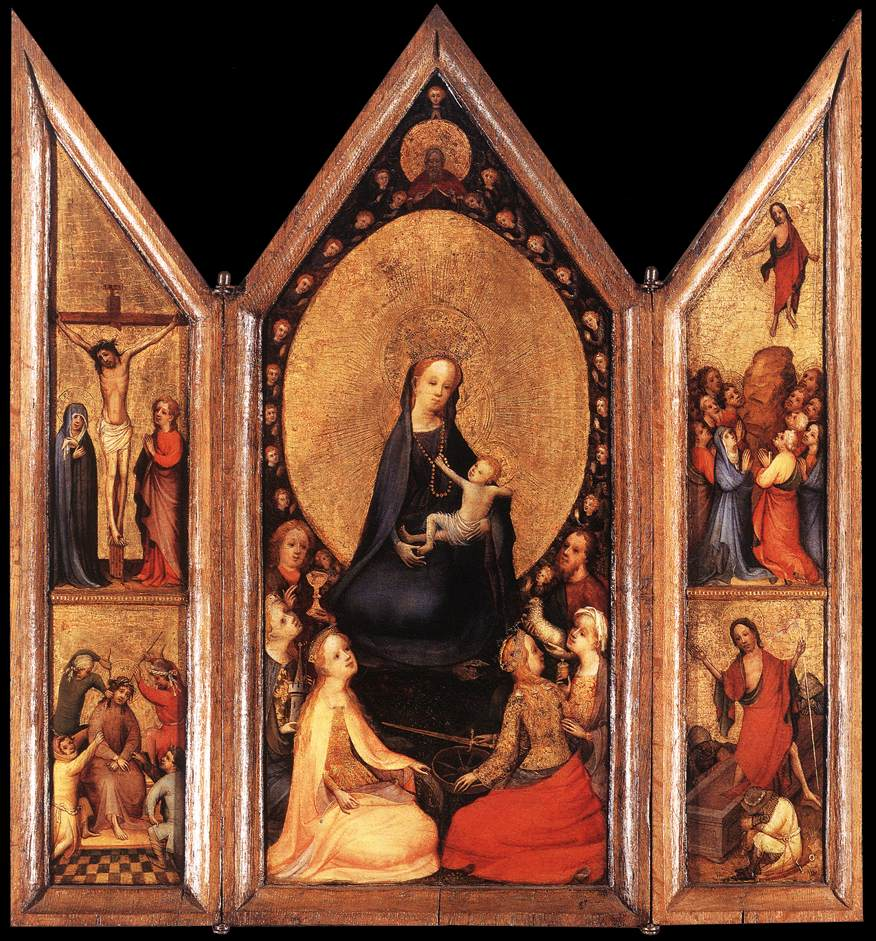
Triptyque de la Conversation sacrée, vers 1400, collection Heinz Kisters, Kreuzlingen
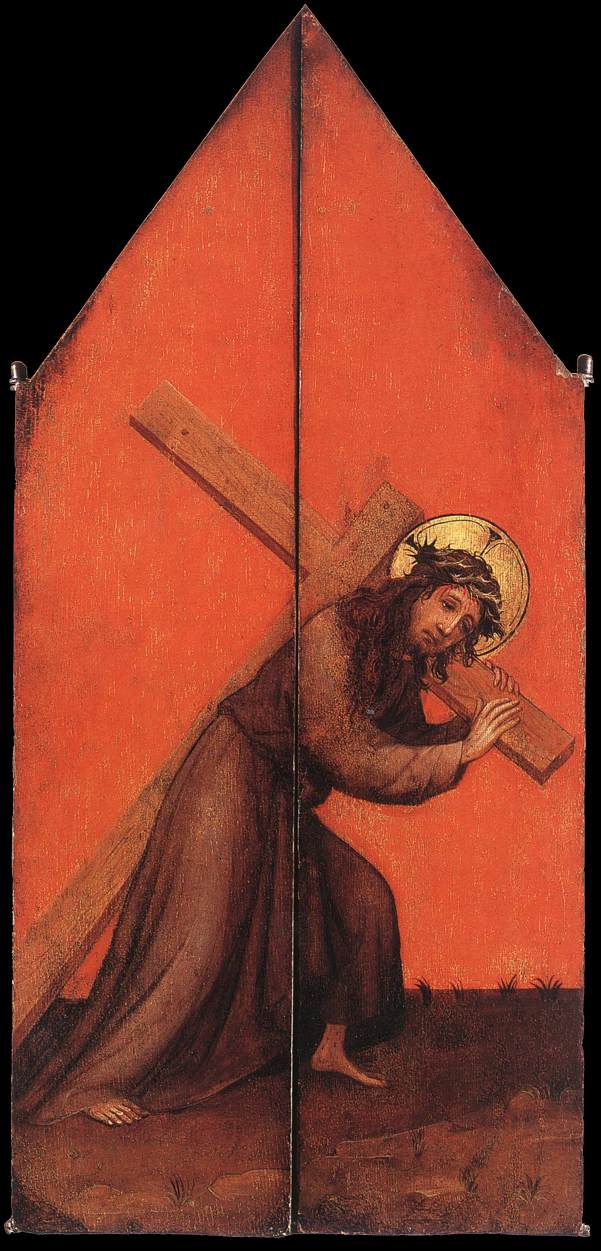
Triptyque de la Conversation sacrée fermé, collection Heinz Kisters
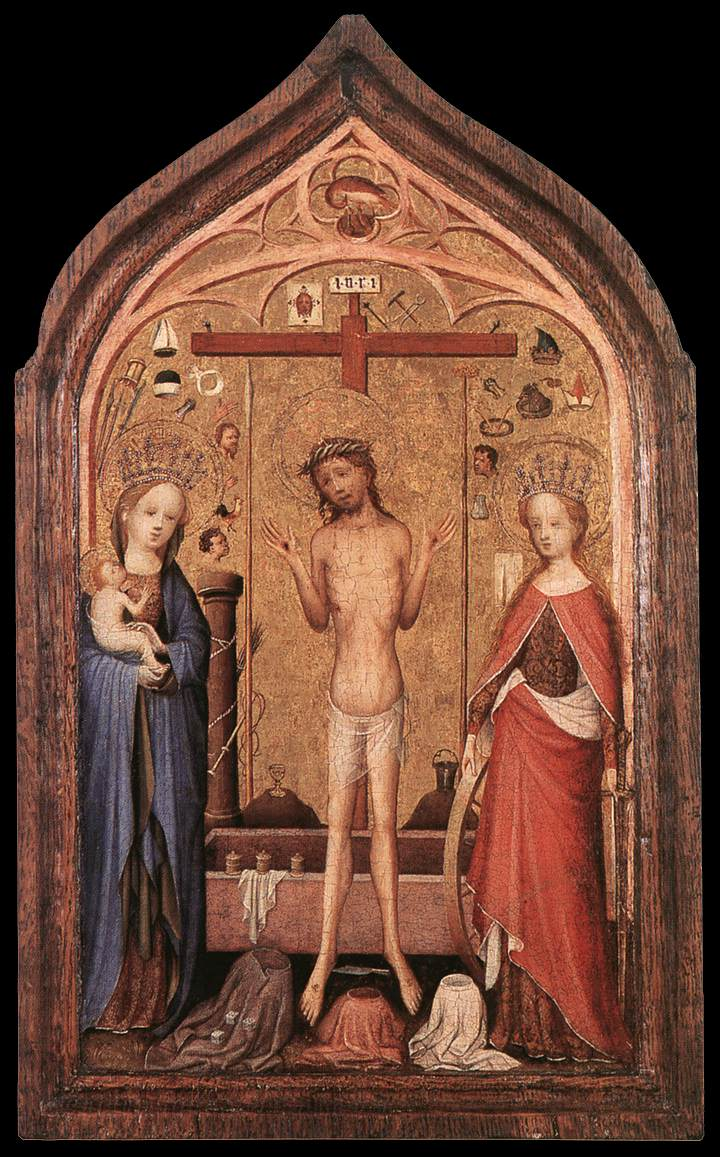
L'Homme de douleurs avec la Vierge et sainte Catherine, vers 1400-20, Musée Royal des Beaux-Arts, Anvers

## Une redécouverte du romantisme allemand auXIXesiècle
La redécouverte du maître en Allemagne doit beaucoup à la vogue de la période gothique chez les romantiques du début du XIXe siècle, et notamment aux frères Melchior et Sulpiz Boisserée, les « frères Boisserée », historiens d'art et grands collectionneurs de primitifs flamands et allemands — dont les 216 tableaux de Heidelberg, achetés en 1827 par Louis Ier de Bavière, sont à l'origine de la fondation de l'Alte Pinakothek de Munich. Goethe put admirer chez eux la Sainte Véronique au Suaire, ce dont témoigne un commentaire particulièrement élogieux qu'il rédige en 1815, et qui se termine en ces termes :

« Cette image exerce, parce qu’elle réunit en elle le double principe d’une idée rigoureuse et d’une exécution agréable, une violence incroyable sur le spectateur, à laquelle ne contribue pas peu le contraste entre le visage terrible, digne de Méduse [du Christ], et la Vierge délicate ainsi que les enfants emplis de grace. »

### Sources

#### Traduction
- (de) Cet article est partiellement ou en totalité issu de l’article de Wikipédia en allemand intitulé « Meister der Heiligen Veronika » (voir la liste des auteurs).